# 그리피노군

서포모제주 지도에 표시된 그리피노군의 위치

그리피노군(폴란드어: powiat gryfiński)은 폴란드 서포모제주에 위치한 군으로 군청 소재지는 그리피노이며 면적은 1,869.54km2, 인구는 82,813명(2006년 기준), 인구 밀도는 44명/km2이다.
북쪽으로는 폴리체군, 슈체친시, 동쪽으로는 스타르가르트군, 피지체군, 남동쪽으로는 미실리부시군과 접하며 서쪽으로는 독일과 국경을 접한다. 9개 지방 자치체(6개 도시형 농촌, 3개 농촌)를 관할한다.

군기
군 문장